# Cheilosia tibetana
Cheilosia tibetana är en tvåvingeart som beskrevs av Stackelberg 1963. Cheilosia tibetana ingår i släktet örtblomflugor, och familjen blomflugor. Inga underarter finns listade i Catalogue of Life.